# Antoni Kasztelan
Antoni Kasztelan (ur. 27 kwietnia 1896 w Gryżynie, zm. 14 grudnia 1942 w Królewcu) – kapitan administracji Wojska Polskiego, żołnierz Armii Cesarstwa Niemieckiego w czasie I wojny światowej, powstaniec wielkopolski i uczestnik wojny z bolszewikami. W trakcie kampanii wrześniowej w 1939 kierował kontrwywiadem Obrony Wybrzeża. Został stracony w niewoli niemieckiej.

## Życiorys
Syn Pawła i Agnieszki z Dudziaków. Często zmieniał szkoły, ponieważ usuwano go za kolportowanie polskojęzycznych książek oraz współpracę z polskimi kółkami harcerskimi i sportowymi. Ostatecznie w 1915 roku ukończył gimnazjum w Kościanie. W 1916 roku został wcielony do armii niemieckiej i otrzymał przydział do artylerii. Na froncie walczył w szeregach 5 Dolnośląskiego pułku artylerii ciężkiej z Głogowa. W trakcie działań wojennych był dwukrotnie ranny, w tym ciężko pod Verdun.
Po I wojnie światowej powrócił do Wielkopolski i w 1919 brał udział w tamtejszym powstaniu, a po jego zakończeniu służył w 6 pułku Strzelców Wielkopolskich. Pod koniec 1919 został przyjęty do Wielkopolskiej Szkoły Podchorążych Piechoty w Poznaniu. W 1920 roku został mianowany podporucznikiem w korpusie oficerów piechoty. W tym czasie cały swój majątek (wart około 20 tys. marek) ofiarował Skarbowi Państwa. W czasie wojny z bolszewikami został ciężko ranny pod Mławą.
Dekretem Wodza Naczelnego L. 2670 z 1 marca 1921 r., jako absolwent 2 klasy Wielkopolskiej Szkoły Podchorążych Piechoty, został mianowany podporucznikiem w piechocie – z dniem 1 listopada 1920 roku i 46. lokatą. W tym okresie pozostawał w dyspozycji Naczelnego Dowództwa.
Od 1921 pełnił służbę w 49 pułku piechoty Strzelców Kresowych w Kołomyi. Na stopień porucznika awansowany został ze starszeństwem z dniem 1 maja 1921 roku w korpusie oficerów piechoty. 26 marca 1931 roku został przeniesiony do baonu podchorążych rezerwy piechoty nr 10 w Gródku Jagiellońskim na stanowisko dowódcy kompanii. 23 października 1931 roku ogłoszono jego przeniesienie do 1 Morskiego Batalionu Strzelców w Wejherowie. Początkowo pełnił służbę na stanowisku adiutanta batalionu, a następnie dowódcy kompanii. 4 lipca 1935 roku ogłoszono jego przeniesienie do Dowództwa Floty w Gdyni. Został przydzielony do Samodzielnego Referatu Informacyjnego Dowództwa Floty na stanowisko referenta. Na tym stanowisku służbowym zasłużył się w wykrywaniu niemieckich szpiegów działających na Wybrzeżu, zwłaszcza Gdyni. Na stopień kapitana został awansowany ze starszeństwem z 1 stycznia 1936 i 84. lokatą w korpusie oficerów piechoty. W 1937 roku otrzymał pozwolenie na noszenie munduru oficera marynarki. Zgodnie z pragmatyką oficerską, po osiągnięciu wieku 42 lat, został przeniesiony z korpusu oficerów piechoty do grupy administracyjnej korpusu oficerów administracji.
W kampanii wrześniowej 1939 pełnił obowiązki szefa kontrwywiadu w Dowództwie Obrony Wybrzeża. Wziął udział w obronie Helu. 1 października kontradmirał Józef Unrug delegował go razem z komandorem Marianem Majewskim na rokowania kapitulacyjne w sopockim Grand Hotelu z dowódcą Wehrmachtu w Zatoce Gdańskiej, generałem lotnictwa Leonardem Kaupischem.
Po kapitulacji 2 października dostał się do niewoli i został skierowany do Oflagu X B Nienburg. Na początku listopada 1939 roku został przewieziony do gdańskiego Gestapo, gdzie był przesłuchiwany w sprawie rzekomych przestępstw przeciwko III Rzeszy i jej obywateli względnie osób narodowości niemieckiej. Po wykonaniu czynności śledczych został skierowany do Oflagu X A Itzehoe, a w połowie maja 1940 roku do Stalagu XX A w Biskupiej Górce. W lipcu 1940 roku został „zwolniony” z niewoli i wbrew konwencji genewskiej oddany w ręce Gestapo. W śledztwie był bity i torturowany. 4 lutego 1941 roku został ujęty w ewidencji obozu koncentracyjnego Stutthof pod numerem 10433. W obozie włączył się do działalności konspiracyjnej. Od końca 1941 był więziony w Gdańsku. 12 stycznia 1942 sąd specjalny w Gdańsku wydał wyrok skazujący go na czterokrotną karę śmierci za działanie na szkodę państwa niemieckiego. W czerwcu 1942 roku został przewieziony do więzienia „Neubau” w Królewcu i umieszczony w celi śmierci. 14 grudnia 1942 roku został zgilotynowany.
Niemcy przekazali ciało Instytutowi Anatomii Uniwersytetu Królewieckiego. Symboliczny grób znajduje się na Cmentarzu Witomińskim w Gdyni (kwatera 1-3-3).

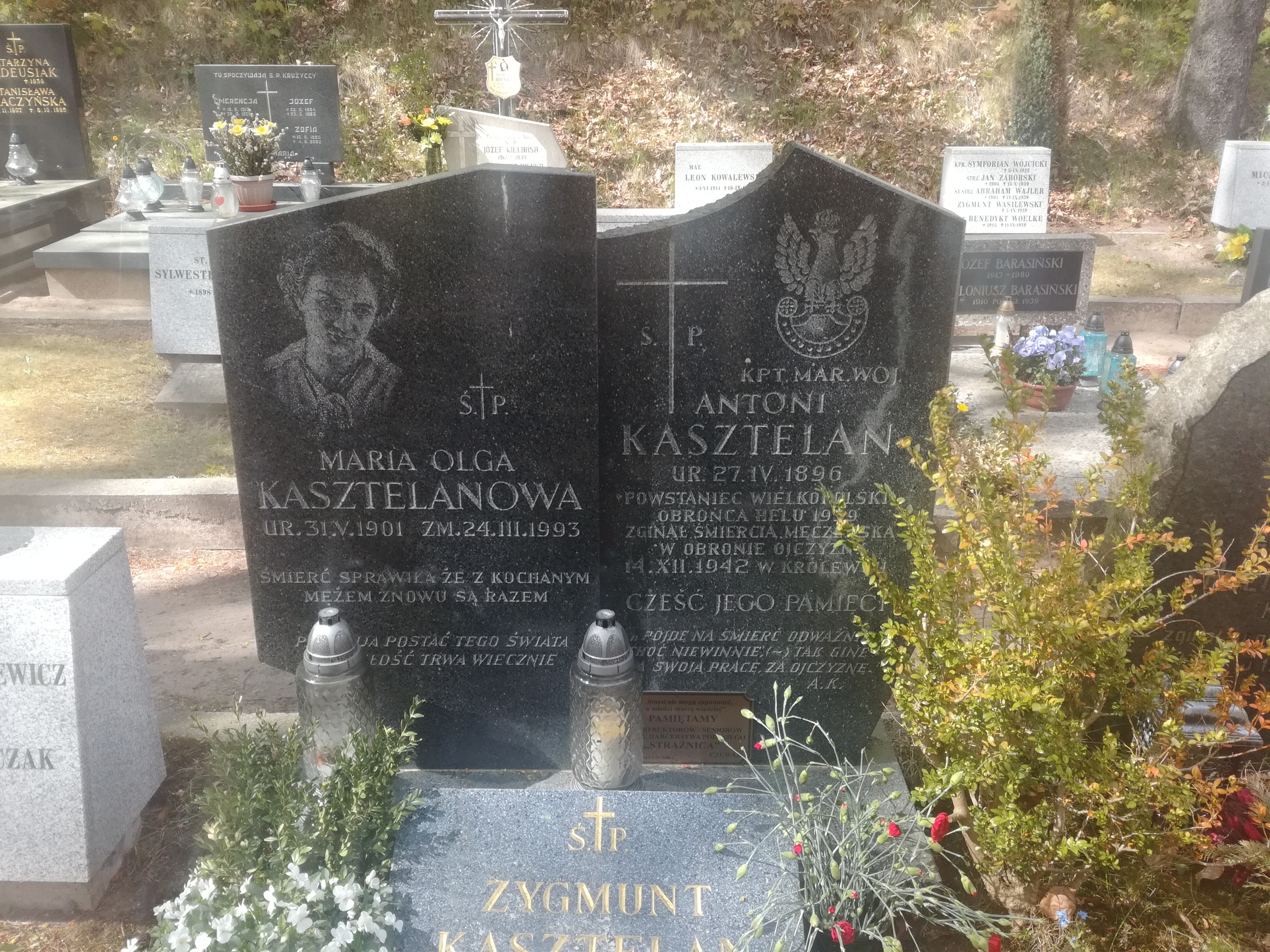
Symboliczny grób Antoniego Kasztelana na Cmentarzu Witomińskim

## Życie prywatne
Od 1921 Antoni Kasztelan był żonaty z Marią (1901–1993). Mieli czworo dzieci: Stanisława (1923–1994) – żołnierza Armii Krajowej, Zygmunta (1926–2013) – żołnierza Armii Krajowej, absolwenta Akademii Medycznej w Gdańsku i lekarza urologa, oraz Marię (ur. 1934) – absolwentkę Szkoły Głównej Gospodarstwa Wiejskiego w Warszawie. Trzecie z kolei dziecko, Danuta, zmarło we wczesnych latach dzieciństwa i jest pochowane na Starym Cmentarzu w Wejherowie. Obok jej nagrobka znajduje się symboliczna tablica upamiętniająca Antoniego Kasztelana.

## Ordery i odznaczenia
- Krzyż Komandorski z Gwiazdą Orderu Odrodzenia Polski (pośmiertnie, 14 września 2010)[22][23]
- Medal Niepodległości (16 marca 1933)[24]
- Srebrny Krzyż Zasługi (18 marca 1929)[25]
- Medal Pamiątkowy za Wojnę 1918–1921
- Medal Dziesięciolecia Odzyskanej Niepodległości
- Wielkopolski Krzyż Powstańczy (pośmiertnie, 20 grudnia 1957)[26]
- Odznaka za Rany i Kontuzje
- Krzyż Żelazny II Klasy (Cesarstwo Niemieckie)[10]

## Upamiętnienie
Pamięci kapitana Kasztelana poświęcono tablice na Cmentarzu Starym w Wejherowie oraz w kościele Najświętszej Marii Panny w Gdyni, a także nazwano tak jedną z ulic w gdyńskiej dzielnicy Pogórze.